# Djibabouya
Djibabouya est une localité du Sénégal, située dans le département de Sédhiou et la région de Sédhiou, en Casamance.
C'est le chef-lieu de l'arrondissement de Djibabouya.
Le village comptait 1 009 personnes et 93 ménages lors du dernier recensement.